# Prusinowiczki
Prusinowiczki – wieś w Polsce położona w województwie łódzkim, w powiecie pabianickim, w gminie Lutomiersk.
Miejscowość położona jest na Wysoczyźnie Łaskiej.
W latach 1975–1998 miejscowość administracyjnie należała do województwa sieradzkiego.
W 1943 Niemcy wprowadzili nazwę okupacyjną Prußinowitschki.
Inne miejscowości o nazwie Prusinowiczki: Prusinowice, Prusice